# PASOK – Movimiento por el Cambio
El PASOK – Movimiento para el Cambio (PASOK – KINAL; en griego: ΠΑΣΟΚ – Κίνημα Αλλαγής, romanización: PASOK – Kínima Allagíses una alianza política de centroizquierda en Grecia, fundada en marzo de 2018. Incluye al PASOK y al KIDISO. El KINAL anteriormente incluía también a To Potami y a la DIMAR.

## Historia
En julio de 2017, la líder del PASOK, Fofi Gennimata, anunció la formación de un nuevo partido unificado de centroizquierda en Grecia antes de fin de año. En el verano de 2017, Stavros Theodorakis, líder y fundador de To Potami, también decidió participar en la creación del partido. Después de la elección de líderes, tanto el bloque PASOK–DIMAR como To Potami planearon continuar con grupos parlamentarios separados hasta el congreso fundador del nuevo partido, programado para la primavera de 2018. El 12 de noviembre de 2017, se llevó a cabo la primera ronda de elecciones de líderes para seleccionar el líder fundador del nuevo partido. Los nueve candidatos para el primer liderazgo incluyeron a Gennimata, Theodorakis, el alcalde de Atenas Giorgos Kaminis, el eurodiputado del PASOK Nikos Androulakis, el líder del partido EDEM Apostolos Pontas, el académico Constantinos Gatsios y los exministros del PASOK Yiannis Maniatis, Yiannis Ragousis y Dimitris Tziotis. Los candidatos que llegaron a la segunda ronda de las elecciones fueron Gennimata, con el 44,5% de los votos, y Androulakis, con el 25,4%. La segunda vuelta del 19 de noviembre fue ganada por Gennimata, quien obtuvo el 56% de los votos. El 28 de noviembre de 2017, el "Movimiento para el Cambio" fue anunciado como nombre preliminar del partido. El 2 de diciembre de 2017, se anunció al consejo de seis miembros del partido, compuesto por Gennimata, Theodorakis, Androulakis, Kaminis, el líder de DIMAR Thanasis Theocharopoulos y el ex Primer Ministro del PASOK, George Papandreou.
El partido celebró su congreso fundacional los días 16 y 18 de marzo en Atenas. Durante el congreso, se reveló el nuevo logotipo y la mayoría de los miembros aprobaron el programa de políticas y estatutos del partido.
El 2 de julio de 2018, To Potami salió del KINAL. El 20 de enero de 2019, DIMAR también abandonó el KINAL debido a su posición de apoyo al Acuerdo de Prespa. El 1 de junio de 2019, el exlíder del PASOK, Evángelos Venizelos, abandonó el KINAL, acusando a Gennimata de convertir el Movimiento en la "cola de SYRIZA".
En las elecciones al Parlamento Europeo de 2019, KINAL obtuvo un 7,7% de los votos y dos eurodiputados.
KINAL aumentó sus escaños en las elecciones legislativas de 2019 con un 8,1% de los votos, convirtiéndose en el tercer partido o coalición más grande de Grecia y asegurando 22 escaños en el Consejo de los Helenos.